# Явірки
Явірки (пол. Jaworki) — село на західній Лемківщині в Польщі, у гміні Щавниця Новотарзького повіту Малопольського воєводства. Населення — 564 особи (2011).

## Географія
У селі річки Скальський Потік та Кам'янка впадають у Грайцарик.

## Історія
В 1600 році Явірки відповідно до угоди в переліку 25 гірських сіл перейшли від князів Острозьких до князів Любомирських.
З 1786 р. велися метричні книги. Спочатку Явірки належали до парафії Шляхтова, в 1820 р. утворено власну окрему.
Станом на 1930-і роки довколишні лемківські села сполонізувались, відтак Явірки опинились на острівці з кількох сіл, якого науковці згодом назвали Шляхтовська Русь.
У 1939 році в селі проживало 660 мешканців, з них 620 українців, 49 поляків — прикордонна охорона.
До 1945 р. в селі була греко-католицька парохія Мушинського деканату, до якої належали також Біла Вода і Чорна Вода.
Більшість українського населення виселено в 1945 році в СРСР, 12 липня 1947 р. було депортовано на понімецькі землі Польщі 118 лемків, у жовтні того ж року в селі було заарештовано й кинуто в концтабір «Явожно» 2 особи, які уникли депортації чи повернулися з місць заслання, а через три роки 14-22.04.1950 було депортовано 34 родини (103 особи) до Щецінського воєводства
1 січня 2008 року давні лемківські села Біла Вода і Чорна Вода вилучені з міста Щавниця і прилучені до відновленої адміністративної одиниці села Явірки як частини села.
Входить до найзахіднішої ділянки суцільної української етнічної території.

## Демографія
Демографічна структура станом на 31 березня 2011 року:
|          | Загалом | Допрацездатний вік | Працездатний вік | Постпрацездатний вік |
| -------- | ------- | ------------------ | ---------------- | -------------------- |
| Чоловіки | 279     | 54                 | 202              | 23                   |
| Жінки    | 285     | 66                 | 165              | 54                   |
| Разом    | 564     | 120                | 367              | 77                   |